# Ophidion iris
Ophidion iris är en fiskart som beskrevs av Breder, 1936. Ophidion iris ingår i släktet Ophidion och familjen Ophidiidae. IUCN kategoriserar arten globalt som livskraftig. Inga underarter finns listade i Catalogue of Life.